# Novo Selo (gmina Kuršumlija)
Novo Selo (cyr. Ново Село) – wieś w Serbii, w okręgu toplickim, w gminie Kuršumlija. W 2011 roku liczyła 61 mieszkańców.